# سال از سنگاپور
سال از سنگاپور (انگلیسی: Sal of Singapore) یک فیلم صامت به کارگردانی هاوارد هیگین محصول سال ۱۹۲۸ است.
این فیلم نامزد جایزه اسکار بهترین فیلم‌نامه اقتباسی در دومین دوره جوایز اسکار شده بود.

## بازیگران
- فیلیس هیور در نقش Sal
- آلن هیل سینیور در نقش Captain Erickson
- Fred Kohler در نقش Captain Sunday
- نوبل جانسون در نقش Erickson's 1st Mate
- Dan Wolheim در نقش Erickson's 2nd Mate
- Jules Cowles در نقش Cook
- پت هارمن در نقش Sunday's 1st Mate
- Harold William Hill در نقش Baby